# 2014-es önkormányzati választás Hajdúnánáson
A 2014-es önkormányzati választásokat október 12-én bonyolították le valamennyi magyar településen. Hajdúnánáson a rendszerváltás óta hetedik alkalommal szavaztak a polgárok az önkormányzat összetételéről.
Az előző választás alkalmával a képviselő-testületben nagyarányú többséget szerző Fidesz-KDNP mellett 4 jelölő szervezet indított jelölteket a választáson: a Jobbik, a Hajdúnánásért Európai Szemlélettel Egyesület (HESZE), illetve a 2010-es választáson közös listát állító MSZP és a Hajdúnánásért Tevékenykedők Független Egyesülete (HTFE) (utóbbi két szervezet csak képviselőjelölteket állított, polgármesterjelöltet nem). Független polgármesterjelöltként indult el Klepács Györgyi, illetve független képviselőjelöltként a korábban a Fidesz-frakcióban politizáló Dombi György a 7. választókörzetben.
A választáson a Fidesz-KDNP ismét mind a 8 választókerületben győzött, Szólláth Tibor polgármester a szavazatok 49%-át megszerezve a második ciklusát kezdhette meg a település élén. Kompenzációs listáról a Jobbik, az MSZP és a HTFE 1-1 képviselőt delegálhatott a testületbe.

## A választás rendszere
A települési önkormányzati választásokat az országosan megrendezett általános önkormányzati választások részeként tartották meg. A szavazók a helyi képviselők és a településük polgármestere mellett, a megyei közgyűlések képviselőire is ekkor adhatták le a szavazataikat. A választásokat 2014. október 12-én, vasárnap bonyolították le.
A települési képviselőket választókerületenként választhatták meg a polgárok. A település méretétől (lakóinak számától) függtek a választókerületek, s így a megválasztható képviselők száma is. A képviselők nagyjából négyötöde az egyéni választókerületekben nyerte el a megbízatását, míg egyötödük úgynevezett „kompenzációs”, azaz kiegyenlítő listán. A listákra közvetlenül nem lehetett szavazni. Az egyéni választókerületekben leadott, de képviselői helyet nem eredményező szavazatokat összesítették és ezeket a töredékszavazatokat osztották el arányosan a listák között.

### Választókerületek
| Választókerületek | Választókerületek | Választókerületek | Választókerületek |
| EVK               | Polgárok          | Jelölt            |                   |
| ----------------- | ----------------- | ----------------- | ----------------- |
| 01                | 1788              | 5                 |                   |
| 02                | 1868              | 5                 |                   |
| 03                | 1859              | 5                 |                   |
| 04                | 1834              | 5                 |                   |
| 05                | 1699              | 5                 |                   |
| 06                | 1758              | 5                 |                   |
| 07                | 1658              | 5                 |                   |
| 08                | 1763              | 4                 |                   |
| ∑                 | 14 227            | 39                |                   |

A képviselő-testület létszáma 2014-ben nem változott, maradt az előző ciklushoz hasonló 11 fő. A szabályok szerint a települési képviselő-testületek létszáma a település lakosságszámához igazodott. A választópolgárok száma 2014-ben 14.227 fő volt.
A képviselők közül nyolc az egyéni választókerületekben választhattak meg a polgárok, három fő a kompenzációs listákról nyerte el a mandátumot.
Tedej településrész a 8. választókerülethez tartozik 2010 óta.

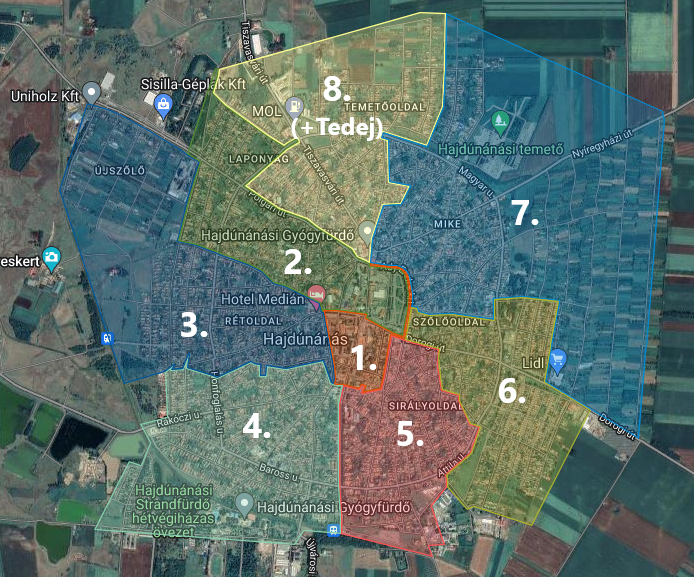
Hajdúnánás egyéni választókerületei 2010 óta

A polgármester-választás tekintetében a város egy választókerületet alkotott, így minden polgár szavazata egyenlő mértékben érvényesülhetett.

## Előzmények
A 2010-es választáson a Fidesz nagyarányú többséget szerzett a képviselő-testületben a képviselőjelöltekre leadott szavazatok 52%-át elnyerve. Kompenzációs listáról 1-1 mandátumhoz jutott a HTFE-MSZP szövetség (28%), a HESZE (10%) és a Jobbik (9%). Szólláth Tibor (Fidesz) a szavazatok 62%-át megszerezve vehette át a polgármesteri pozíciót dr. Éles Andrástól.
A 2010-2014-es ciklus képviselői:
- Szólláth Tibor Zoltán polgármester (8. EVK., Fidesz)
- Dr. Juhász Endre László alpolgármester (3. EVK., Fidesz)
- Kovács Zsolt (1. EVK., Fidesz)
- Szabóné Marth Éva (2. EVK., Fidesz)
- Ötvös János Attila (4. EVK., Fidesz)
- Dr. Kis Ágnes (5. EVK., Fidesz)
- Buczkó József (6. EVK., Fidesz)
- Dombi György Levente (7. EVK., Fidesz)
- Oláh Miklós (kompenzációs lista, HTFE-MSZP)
- Tóth Imre (kompenzációs lista, Jobbik)
- Török István (kompenzációs lista, HESZE)

|      |        |           |           |
| Párt | Párt   | Képviselő | Képviselő |
|      | Fidesz | 8         | 72,7%     |
|      | MSZP   | 1         | 9,1%      |
|      | Jobbik | 1         | 9,1%      |
|      | HESZE  | 1         | 9,1%      |

| Szervezetek | Képviselő-testületi helyek | Képviselő-testületi helyek | Képviselő-testületi helyek | Képviselő-testületi helyek | Képviselő-testületi helyek | Képviselő-testületi helyek | Képviselő-testületi helyek | Képviselő-testületi helyek |    | Σ  |
| Szervezetek | Képviselő-testületi helyek | Képviselő-testületi helyek | Képviselő-testületi helyek | Képviselő-testületi helyek | Képviselő-testületi helyek | Képviselő-testületi helyek | Képviselő-testületi helyek | Képviselő-testületi helyek | vk | Σ  |
| ----------- | -------------------------- | -------------------------- | -------------------------- | -------------------------- | -------------------------- | -------------------------- | -------------------------- | -------------------------- | -- | -- |
| Fidesz-KDNP |                            |                            |                            |                            |                            |                            |                            |                            | 8  | 8  |
| Fidesz-KDNP |                            |                            |                            |                            |                            |                            |                            | 0                          |    | 8  |
| MSZP        |                            |                            |                            |                            |                            |                            |                            |                            | 0  | 1  |
| MSZP        |                            |                            |                            |                            |                            |                            |                            | 1                          |    | 1  |
| Jobbik      |                            |                            |                            |                            |                            |                            |                            |                            | 0  | 1  |
| Jobbik      |                            |                            |                            |                            |                            |                            |                            | 1                          |    | 1  |
| HESZE       |                            |                            |                            |                            |                            |                            |                            |                            | 0  | 1  |
| HESZE       |                            |                            |                            |                            |                            |                            |                            | 1                          |    | 1  |
| Összesen    |                            |                            |                            |                            |                            |                            |                            |                            | 8  | 11 |
| Összesen    | 3                          |                            |                            |                            |                            |                            |                            |                            |    | 11 |

## Jelöltek
| Szervezet   | Szervezet                                        | Szervezet                              | Szervezet                              | Polgár- mester- jelölt | Képviselőjelöltek     | Képviselőjelöltek  | Képviselőjelöltek  | Képviselőjelöltek  | Képviselőjelöltek  |
| Szervezet   | Szervezet                                        | Szervezet                              | Szervezet                              | Polgár- mester- jelölt | Egyéni jelöltek száma | Kompenzációs lista | Kompenzációs lista | Kompenzációs lista | Kompenzációs lista |
|             | neve                                             | jellege                                | hatóköre                               | Polgár- mester- jelölt | Egyéni jelöltek száma | #.                 | neve               | típusa             | jelöltek száma     |
| ----------- | ------------------------------------------------ | -------------------------------------- | -------------------------------------- | ---------------------- | --------------------- | ------------------ | ------------------ | ------------------ | ------------------ |
|             | Hajdúnánásért Tevékenykedők Független Egyesülete | társ.                                  | helyi                                  |                        | 6                     | 1.                 | HTFE               | önálló             | 6                  |
|             | Fidesz – Magyar Polgári Szövetség                | párt                                   | országos                               | ✓                      | 8                     | 2.                 | Fidesz-KDNP        | közös              | 9                  |
|             | Kereszténydemokrata Néppárt                      | párt                                   | országos                               | ✓                      | 8                     | 2.                 | Fidesz-KDNP        | közös              | 9                  |
|             | Jobbik Magyarországért Mozgalom                  | párt                                   | országos                               | ✓                      | 8                     | 3.                 | Jobbik             | önálló             | 8                  |
|             | Magyar Szocialista Párt                          | párt                                   | országos                               |                        | 8                     | 4.                 | MSZP               | önálló             | 8                  |
|             | Hajdúnánásért Európai Szemlélettel Egyesület     | társ.                                  | helyi                                  | ✓                      | 8                     | 5.                 | HESZE              | önálló             | 6                  |
|             |                                                  |                                        |                                        |                        |                       |                    |                    |                    |                    |
|             | szervezet nélküli (független) jelöltek           | szervezet nélküli (független) jelöltek | szervezet nélküli (független) jelöltek | 1                      | 1                     |                    |                    |                    |                    |
| 6 szervezet | 6 szervezet                                      | 6 szervezet                            | 6 szervezet                            | 4                      | 39                    | 5 lista            | 5 lista            | 5 lista            | 37                 |

### Képviselőjelöltek

#### Egyéni választókerületi jelöltek
|                                     | Egyéni választókerületek | Egyéni választókerületek | Egyéni választókerületek | Egyéni választókerületek | Egyéni választókerületek | Egyéni választókerületek | Egyéni választókerületek | Egyéni választókerületek | ∑  |
| 01                                  | 02                       | 03                       | 04                       | 05                       | 06                       | 07                       | 08                       |                          | ∑  |
| ----------------------------------- | ------------------------ | ------------------------ | ------------------------ | ------------------------ | ------------------------ | ------------------------ | ------------------------ | ------------------------ | -- |
| Független jelöltek                  | -                        | -                        | -                        | -                        | -                        | -                        | 1                        | -                        | 1  |
| Szervezetek által állított jelöltek |                          |                          |                          |                          |                          |                          |                          |                          |    |
| HTFE                                |                          |                          |                          |                          |                          |                          |                          |                          | 6  |
| Fidesz-KDNP                         |                          |                          |                          |                          |                          |                          |                          |                          | 8  |
| Jobbik                              |                          |                          |                          |                          |                          |                          |                          |                          | 8  |
| MSZP                                |                          |                          |                          |                          |                          |                          |                          |                          | 8  |
| HESZE                               |                          |                          |                          |                          |                          |                          |                          |                          | 8  |
| Összesen                            | 5                        | 5                        | 5                        | 5                        | 5                        | 5                        | 5                        | 4                        | 39 |

Az egyéni választókerületekben az ott élő polgárok 1%-ának ajánlását kellett összegyűjteni. Egy választópolgár több jelöltet is ajánlhatott. Az ajánlások gyűjtésére 2014. augusztus 25-től szeptember 8-ig állt lehetőség. Aláhúzva a hivatalban lévő körzeti képviselők. Ott, ahol nem indult el az addigi képviselő, ott az ő jelölő szervezete van aláhúzva.
| EVK-01 | EVK-01                   |
| ------ | ------------------------ |
|        | Hásásné Magi Ilona HTFE  |
|        | Kovács Zsolt Fidesz-KDNP |
|        | Pál-Kovács Dezső HESZE   |
|        | Oláh Miklós MSZP         |
|        | Biró István Jobbik       |

| EVK-02 | EVK-02                        |
| ------ | ----------------------------- |
|        | Demeter Csabáné HESZE         |
|        | Bunda Krisztián Levente MSZP  |
|        | Kecskés Zoltán HTFE           |
|        | Szabóné Marth Éva Fidesz-KDNP |
|        | Brudnyák János Jobbik         |

| EVK-03 | EVK-03                              |
| ------ | ----------------------------------- |
|        | Dr. Juhász Endre László Fidesz-KDNP |
|        | Tóth Imre Jobbik                    |
|        | Bakó Sándor HESZE                   |
|        | Csiszár Zoltán Miklós MSZP          |
|        | Sós Imre HTFE                       |

| EVK-04 | EVK-04                         |
| ------ | ------------------------------ |
|        | Török István HESZE             |
|        | Boros Miklós HTFE              |
|        | Kiss András Jobbik             |
|        | Ötvös János Attila Fidesz-KDNP |
|        | Puskás Erzsébet MSZP           |

| EVK-05 | EVK-05                              |
| ------ | ----------------------------------- |
|        | Nagyné Juhász Krisztina Fidesz-KDNP |
|        | Szemán István HESZE                 |
|        | Varga Sándorné MSZP                 |
|        | Papp Gáborné Jobbik                 |
|        | Dr. Éles András HTFE                |

| EVK-06 | EVK-06                          |
| ------ | ------------------------------- |
|        | Redela Rita MSZP                |
|        | Juhász Imre Jobbik              |
|        | Dr. Szakál Ferenc HESZE         |
|        | Buczkó József Fidesz-KDNP       |
|        | Szűcsné Dr. Sebestyén Irén HTFE |

| EVK-07 | EVK-07                         |
| ------ | ------------------------------ |
|        | Bódi Judit MSZP                |
|        | Gurbán László Jobbik           |
|        | Mészáros János Mihály HESZE    |
|        | Tóth Imre Fidesz-KDNP          |
|        | Dombi György Levente független |

| EVK-08 | EVK-08                            |
| ------ | --------------------------------- |
|        | Szólláth Tibor Zoltán Fidesz-KDNP |
|        | Nagy Tamás Gábor Jobbik           |
|        | Nyakóné Széll Hajnalka MSZP       |
|        | Éles József HESZE                 |

#### Kompenzációs listák
| Lista   | Lista       | Listavezető           | Jelöltek száma |
| ------- | ----------- | --------------------- | -------------- |
|         | HTFE        | Dr. Éles András       | 6              |
|         | Fidesz-KDNP | Szólláth Tibor Zoltán | 9              |
|         | Jobbik      | Papp Gáborné          | 8              |
|         | MSZP        | Bódi Judit            | 8              |
|         | HESZE       | Török István          | 6              |
| 5 lista | 5 lista     |                       | 37             |

| \| Lista \| Lista \| # \| Jelölt \| EVK \| EVK \| \| ----- \| ----------- \| -------------------------- \| --------------------- \| --- \| --- \| \| \| HTFE \| 1. \| Dr. Éles András \| 05 \| \| \| 2. \| HTFE \| Szűcsné Dr. Sebestyén Irén \| 06 \| \| \| \| 3. \| HTFE \| Boros Miklós \| 04 \| \| \| \| 4. \| HTFE \| Hásásné Magi Ilona \| 01 \| \| \| \| 5. \| HTFE \| Kecskés Zoltán \| 02 \| \| \| \| 6. \| HTFE \| Sós Imre \| 03 \| \| \| \| \| Fidesz-KDNP \| 1. \| Szólláth Tibor Zoltán \| 08 \| \| \| 2. \| Fidesz-KDNP \| Dr. Juhász Endre László \| 03 \| \| \| \| 3. \| Fidesz-KDNP \| Szabóné Marth Éva \| 02 \| \| \| \| 4. \| Fidesz-KDNP \| Ötvös János Attila \| 04 \| \| \| \| 5. \| Fidesz-KDNP \| Kovács Zsolt \| 01 \| \| \| \| 6. \| Fidesz-KDNP \| Buczkó József \| 06 \| \| \| \| 7. \| Fidesz-KDNP \| Tóth Imre \| 07 \| \| \| \| 8. \| Fidesz-KDNP \| Nagyné Juhász Krisztina \| 05 \| \| \| \| 9. \| Fidesz-KDNP \| Dózsa Miklós \| \| \| \| \| \| Jobbik \| 1. \| Papp Gáborné \| 05 \| \| \| 2. \| Jobbik \| Tóth Imre \| 03 \| \| \| \| 3. \| Jobbik \| Gurbán László \| 07 \| \| \| \| 4. \| Jobbik \| Brudnyák János \| 02 \| \| \| \| 5. \| Jobbik \| Biró István \| 01 \| \| \| \| 6. \| Jobbik \| Kiss András \| 04 \| \| \| \| 7. \| Jobbik \| Nagy Tamás Gábor \| 08 \| \| \| \| 8. \| Jobbik \| Juhász Imre \| 06 \| \| \| \| \| MSZP \| 1. \| Bódi Judit \| 07 \| \| \| 2. \| MSZP \| Oláh Miklós \| 01 \| \| \| \| 3. \| MSZP \| Nyakóné Széll Hajnalka \| 08 \| \| \| \| 4. \| MSZP \| Bunda Krisztián Levente \| 02 \| \| \| \| 5. \| MSZP \| Redela Rita \| 06 \| \| \| \| 6. \| MSZP \| Puskás Erzsébet \| 04 \| \| \| \| 7. \| MSZP \| Varga Sándorné \| 05 \| \| \| \| 8. \| MSZP \| Csiszár Zoltán Miklós \| 03 \| \| \| \| \| HESZE \| 1. \| Török István \| 04 \| \| \| 2. \| HESZE \| T. Tóth Tibor \| \| \| \| \| 3. \| HESZE \| Dr. Szakál Ferenc \| 06 \| \| \| \| 4. \| HESZE \| Mészáros János Mihály \| 07 \| \| \| \| 5. \| HESZE \| Pál-Kovács Dezső \| 01 \| \| \| \| 6. \| HESZE \| Bakó Sándor \| 03 \| \| \| \| \| \| \| \| \| \| |             |                            |                       |     |     |
| - Aláhúzva a hivatalban lévő listás képviselők, illetve azok, akik ezen a választáson nem indultak el egyéni választókerületben. |             |                            |                       |     |     |
| Lista | Lista       | #                          | Jelölt                | EVK | EVK |
| | HTFE        | 1.                         | Dr. Éles András       | 05  |     |
| 2. | HTFE        | Szűcsné Dr. Sebestyén Irén | 06                    |     |     |
| 3. | HTFE        | Boros Miklós               | 04                    |     |     |
| 4. | HTFE        | Hásásné Magi Ilona         | 01                    |     |     |
| 5. | HTFE        | Kecskés Zoltán             | 02                    |     |     |
| 6. | HTFE        | Sós Imre                   | 03                    |     |     |
| | Fidesz-KDNP | 1.                         | Szólláth Tibor Zoltán | 08  |     |
| 2. | Fidesz-KDNP | Dr. Juhász Endre László    | 03                    |     |     |
| 3. | Fidesz-KDNP | Szabóné Marth Éva          | 02                    |     |     |
| 4. | Fidesz-KDNP | Ötvös János Attila         | 04                    |     |     |
| 5. | Fidesz-KDNP | Kovács Zsolt               | 01                    |     |     |
| 6. | Fidesz-KDNP | Buczkó József              | 06                    |     |     |
| 7. | Fidesz-KDNP | Tóth Imre                  | 07                    |     |     |
| 8. | Fidesz-KDNP | Nagyné Juhász Krisztina    | 05                    |     |     |
| 9. | Fidesz-KDNP | Dózsa Miklós               |                       |     |     |
| | Jobbik      | 1.                         | Papp Gáborné          | 05  |     |
| 2. | Jobbik      | Tóth Imre                  | 03                    |     |     |
| 3. | Jobbik      | Gurbán László              | 07                    |     |     |
| 4. | Jobbik      | Brudnyák János             | 02                    |     |     |
| 5. | Jobbik      | Biró István                | 01                    |     |     |
| 6. | Jobbik      | Kiss András                | 04                    |     |     |
| 7. | Jobbik      | Nagy Tamás Gábor           | 08                    |     |     |
| 8. | Jobbik      | Juhász Imre                | 06                    |     |     |
| | MSZP        | 1.                         | Bódi Judit            | 07  |     |
| 2. | MSZP        | Oláh Miklós                | 01                    |     |     |
| 3. | MSZP        | Nyakóné Széll Hajnalka     | 08                    |     |     |
| 4. | MSZP        | Bunda Krisztián Levente    | 02                    |     |     |
| 5. | MSZP        | Redela Rita                | 06                    |     |     |
| 6. | MSZP        | Puskás Erzsébet            | 04                    |     |     |
| 7. | MSZP        | Varga Sándorné             | 05                    |     |     |
| 8. | MSZP        | Csiszár Zoltán Miklós      | 03                    |     |     |
| | HESZE       | 1.                         | Török István          | 04  |     |
| 2. | HESZE       | T. Tóth Tibor              |                       |     |     |
| 3. | HESZE       | Dr. Szakál Ferenc          | 06                    |     |     |
| 4. | HESZE       | Mészáros János Mihály      | 07                    |     |     |
| 5. | HESZE       | Pál-Kovács Dezső           | 01                    |     |     |
| 6. | HESZE       | Bakó Sándor                | 03                    |     |     |
| |             |                            |                       |     |     |

### Polgármesterjelöltek
A polgármester jelöltséghez legalább 300 választópolgár ajánlása volt szükség, melyeket a képviselőjelöltekhez hasonlóan 2014. augusztus 25-től szeptember 8-ig gyűjthettek a jelöltek.

A polgármester-választáson 4 jelölt indult: a hivatalban lévő polgármester, Szólláth Tibor (Fidesz-KDNP), Klepács Györgyi független jelölt, Papp Gáborné, a Jobbik jelöltje és Török István a HESZE színeiben.
| Jelölt                | Szervezet | Szervezet   |
| --------------------- | --------- | ----------- |
| Papp Gáborné          |           | Jobbik      |
| Klepács Györgyi       |           | független   |
| Szólláth Tibor Zoltán |           | Fidesz-KDNP |
| Török István          |           | HESZE       |

## A szavazás menete
A választást 2014. október 12-én, vasárnap bonyolították le. A választópolgárok reggel 6 órától kezdve adhatták le a szavazataikat, egészen a 19 órás urnazárásig.

### Részvétel
| A részvételi adatok napközbeni alakulása | A részvételi adatok napközbeni alakulása | A részvételi adatok napközbeni alakulása | A részvételi adatok napközbeni alakulása | A részvételi adatok napközbeni alakulása               |
| Időpont                                  | Szavazók                                 | Szavazók                                 | +/- 2010 óta(%p)                         | Legnagyobb/legkisebbrészvétel                          |
| Időpont                                  | fő                                       | %                                        | +/- 2010 óta(%p)                         | Legnagyobb/legkisebbrészvétel                          |
| ---------------------------------------- | ---------------------------------------- | ---------------------------------------- | ---------------------------------------- | ------------------------------------------------------ |
| 7:00                                     | 197                                      | 1,38%                                    | 0,43                                     | 14. számú szavazókör 2,67%18. számú szavazókör 0,00%   |
| 9:00                                     | 1055                                     | 7,42%                                    | 0,94                                     | 18. számú szavazókör 13,20%10. számú szavazókör 4,86%  |
| 11:00                                    | 2184                                     | 15,35%                                   | 0,57                                     | 18. számú szavazókör 22,87%11. számú szavazókör 10,16% |
| 13:00                                    | 3008                                     | 21,14%                                   | 1,53                                     | 18. számú szavazókör 29,33%16. számú szavazókör 15,67% |
| 15:00                                    | 3880                                     | 27,27%                                   | 2,52                                     | 18. számú szavazókör 41,94%16. számú szavazókör 22,84% |
| 17:30                                    | 5163                                     | 36,29%                                   | 3,57                                     | 18. számú szavazókör 52,79%8. számú szavazókör 30,39%  |
| 19:00                                    | 5662                                     | 39,80%                                   | 5,06                                     |                                                        |

|                                  |                                  |        | jogosultakarányában | szavazókarányában |
| -------------------------------- | -------------------------------- | ------ | ------------------- | ----------------- |
| Választójogosult                 | Választójogosult                 | 14 227 |                     |                   |
| Szavazó                          | Szavazó                          | 5 662  | 39,80%              |                   |
| érvényes szavazólap              | érvényes szavazólap              | 5 539  | 38,93%              | 97,83%            |
| érvénytelen / hiányzó szavazólap | érvénytelen / hiányzó szavazólap | 123    | 0,86%               | 2,17%             |
| Távol maradó                     | Távol maradó                     | 8 565  | 60,20%              |                   |

## Eredmény[4]

### Képviselő-választások

#### Egyéni választókerületi eredmények
| Választókerületi eredmények | Választókerületi eredmények | Választókerületi eredmények | Választókerületi eredmények | Választókerületi eredmények | Választókerületi eredmények | Választókerületi eredmények | Választókerületi eredmények | Választókerületi eredmények |
| EVK                         | Jelölt                      | Jelölő szervezet(ek)        | Jelölő szervezet(ek)        | #.                          | Szavazat                    | Szavazat                    | Szavazat                    | Szavazat                    |
| EVK                         | Jelölt                      | Jelölő szervezet(ek)        | Jelölő szervezet(ek)        | #.                          | db                          | jog.%                       | szav.%                      | érv.%                       |
| --------------------------- | --------------------------- | --------------------------- | --------------------------- | --------------------------- | --------------------------- | --------------------------- | --------------------------- | --------------------------- |
| 01                          | Kovács Zsolt                |                             | Fidesz-KDNP                 | 1.                          | 283                         | 15,83%                      | 40,43%                      | 41,07%                      |
| 01                          | Oláh Miklós                 |                             | MSZP                        | 2.                          | 175                         | 9,79%                       | 25%                         | 25,40%                      |
| 01                          | Hásásné Magi Ilona          |                             | HTFE                        | 3.                          | 104                         | 5,82%                       | 14,86%                      | 15,09%                      |
| 01                          | Biró István                 |                             | Jobbik                      | 4.                          | 88                          | 4,92%                       | 12,57%                      | 12,77%                      |
| 01                          | Pál-Kovács Dezső            |                             | HESZE                       | 5.                          | 39                          | 2,18%                       | 5,57%                       | 5,66%                       |
| 02                          | Szabóné Marth Éva           |                             | Fidesz-KDNP                 | 1.                          | 338                         | 18,09%                      | 47,14%                      | 48,99%                      |
| 02                          | Brudnyák János              |                             | Jobbik                      | 2.                          | 155                         | 8,30%                       | 21,62%                      | 22,46%                      |
| 02                          | Kecskés Zoltán              |                             | HTFE                        | 3.                          | 93                          | 4,98%                       | 12,97%                      | 13,48%                      |
| 02                          | Bunda Krisztián Levente     |                             | MSZP                        | 4.                          | 75                          | 4,01%                       | 10,46%                      | 10,87%                      |
| 02                          | Demeter Csabáné             |                             | HESZE                       | 5.                          | 29                          | 1,55%                       | 4,04%                       | 4,20%                       |
| 03                          | Dr. Juhász Endre László     |                             | Fidesz-KDNP                 | 1.                          | 310                         | 16,68%                      | 42,58%                      | 43,72%                      |
| 03                          | Tóth Imre                   |                             | Jobbik                      | 2.                          | 209                         | 11,24%                      | 28,71%                      | 29,48%                      |
| 03                          | Bakó Sándor                 |                             | HESZE                       | 3.                          | 98                          | 5,27%                       | 13,46%                      | 13,82%                      |
| 03                          | Csiszár Zoltán Miklós       |                             | MSZP                        | 4.                          | 53                          | 2,85%                       | 7,28%                       | 7,48%                       |
| 03                          | Sós Imre                    |                             | HTFE                        | 5.                          | 39                          | 2,10%                       | 5,36%                       | 5,50%                       |
| 04                          | Ötvös János Attila          |                             | Fidesz-KDNP                 | 1.                          | 308                         | 16,79%                      | 44,25%                      | 45,83%                      |
| 04                          | Kiss András                 |                             | Jobbik                      | 2.                          | 133                         | 7,25%                       | 19,11%                      | 19,79%                      |
| 04                          | Boros Miklós                |                             | HTFE                        | 3.                          | 94                          | 5,13%                       | 13,51%                      | 13,99%                      |
| 04                          | Török István                |                             | HESZE                       | 4.                          | 93                          | 5,07%                       | 13,36%                      | 13,84%                      |
| 04                          | Puskás Erzsébet             |                             | MSZP                        | 5.                          | 44                          | 2,40%                       | 6,32%                       | 6,55%                       |
| 05                          | Nagyné Juhász Krisztina     |                             | Fidesz-KDNP                 | 1.                          | 254                         | 14,95%                      | 37,41%                      | 38,72%                      |
| 05                          | Papp Gáborné                |                             | Jobbik                      | 2.                          | 172                         | 10,12%                      | 25,33%                      | 26,22%                      |
| 05                          | Dr. Éles András             |                             | HTFE                        | 3.                          | 168                         | 9,89%                       | 24,74%                      | 25,61%                      |
| 05                          | Varga Sándorné              |                             | MSZP                        | 4.                          | 33                          | 1,94%                       | 4,86%                       | 5,03%                       |
| 05                          | Szemán István               |                             | HESZE                       | 5.                          | 29                          | 1,71%                       | 4,27%                       | 4,42%                       |
| 06                          | Buczkó József               |                             | Fidesz-KDNP                 | 1.                          | 234                         | 13,31%                      | 33,52%                      | 34,93%                      |
| 06                          | Szűcsné Dr. Sebestyén Irén  |                             | HTFE                        | 2.                          | 196                         | 11,15%                      | 28,08%                      | 29,25%                      |
| 06                          | Juhász Imre                 |                             | Jobbik                      | 3.                          | 137                         | 7,79%                       | 19,63%                      | 20,45%                      |
| 06                          | Dr. Szakál Ferenc           |                             | HESZE                       | 4.                          | 55                          | 3,13%                       | 7,88%                       | 8,21%                       |
| 06                          | Redela Rita                 |                             | MSZP                        | 5.                          | 48                          | 2,73%                       | 6,88%                       | 7,16%                       |
| 07                          | Tóth Imre                   |                             | Fidesz-KDNP                 | 1.                          | 236                         | 14,23%                      | 32,42%                      | 33,62%                      |
| 07                          | Bódi Judit                  |                             | MSZP                        | 2.                          | 230                         | 13,87%                      | 31,59%                      | 32,76%                      |
| 07                          | Gurbán László               |                             | Jobbik                      | 3.                          | 146                         | 8,81%                       | 20,05%                      | 20,80%                      |
| 07                          | Dombi György Levente        |                             | független                   | 4.                          | 71                          | 4,28%                       | 9,75%                       | 10,11%                      |
| 07                          | Mészáros János Mihály       |                             | HESZE                       | 5.                          | 19                          | 1,15%                       | 2,61%                       | 2,71%                       |
| 08                          | Szólláth Tibor Zoltán       |                             | Fidesz-KDNP                 | 1.                          | 387                         | 21,95%                      | 54,05%                      | 55,36%                      |
| 08                          | Nyakóné Széll Hajnalka      |                             | MSZP                        | 2.                          | 164                         | 9,30%                       | 22,91%                      | 23,46%                      |
| 08                          | Nagy Tamás Gábor            |                             | Jobbik                      | 3.                          | 117                         | 6,64%                       | 16,34%                      | 16,74%                      |
| 08                          | Éles József                 |                             | HESZE                       | 4.                          | 31                          | 1,76%                       | 4,33%                       | 4,43%                       |

| EVK            | Megválasztott képviselő | Megválasztott képviselő | Megválasztott képviselő | Szavazat | Szavazat | Szavazat | Szavazat | Előny a 2. előtt (%p) |
| EVK            | név                     | szervezet(ek)           | szervezet(ek)           | db       | jog.%    | szav.%   | érv.%    | Előny a 2. előtt (%p) |
| -------------- | ----------------------- | ----------------------- | ----------------------- | -------- | -------- | -------- | -------- | --------------------- |
| 01             | Kovács Zsolt            |                         | Fidesz-KDNP             | 283      | 15,83%   | 40,43%   | 41,07%   | 15,67                 |
| 02             | Szabóné Marth Éva       |                         | Fidesz-KDNP             | 338      | 18,09%   | 47,14%   | 48,99%   | 26,53                 |
| 03             | Dr. Juhász Endre László |                         | Fidesz-KDNP             | 310      | 16,68%   | 42,58%   | 43,72%   | 14,24                 |
| 04             | Ötvös János Attila      |                         | Fidesz-KDNP             | 308      | 16,79%   | 44,25%   | 45,83%   | 26,04                 |
| 05             | Nagyné Juhász Krisztina |                         | Fidesz-KDNP             | 254      | 14,95%   | 37,41%   | 38,72%   | 12,50                 |
| 06             | Buczkó József           |                         | Fidesz-KDNP             | 234      | 13,31%   | 33,52%   | 34,93%   | 5,68                  |
| 07             | Tóth Imre               |                         | Fidesz-KDNP             | 236      | 14,23%   | 32,42%   | 33,62%   | 0,86                  |
| 08             | Szólláth Tibor Zoltán   |                         | Fidesz-KDNP             | 387      | 21,95%   | 54,05%   | 55,36%   | 31,90                 |
| Összesen/átlag | Összesen/átlag          | Összesen/átlag          | Összesen/átlag          | 2350     | 16,48%   | 41,48%   | 42,78%   |                       |

#### Kompenzációs listás eredmények
A kompenzációs listák között azokat a szavazatokat osztották szét, amelyeket olyan jelöltek kaptak, akik nem nyertek, s így ezek a szavazatok nem eredményezek képviselői megbízatást. Az így nyert töredékszavazatok a listát állító szervezetek között arányosan osztották el.
Négy kompenzációs lista lépte át a mandátumszerzéshez minimálisan szükséges 5%-os küszöböt, közülük hárman jutottak mandátumhoz: a Jobbik, az MSZP és a HTFE.
| Lista | Lista       | Töredék szavazat | Képviselő |
| ----- | ----------- | ---------------- | --------- |
|       | HTFE        | 694              | 1         |
|       | Fidesz-KDNP | 0                | 0         |
|       | Jobbik      | 1 157            | 1         |
|       | MSZP        | 822              | 1         |
|       | HESZE       | 393              | 0         |

#### Összesítés

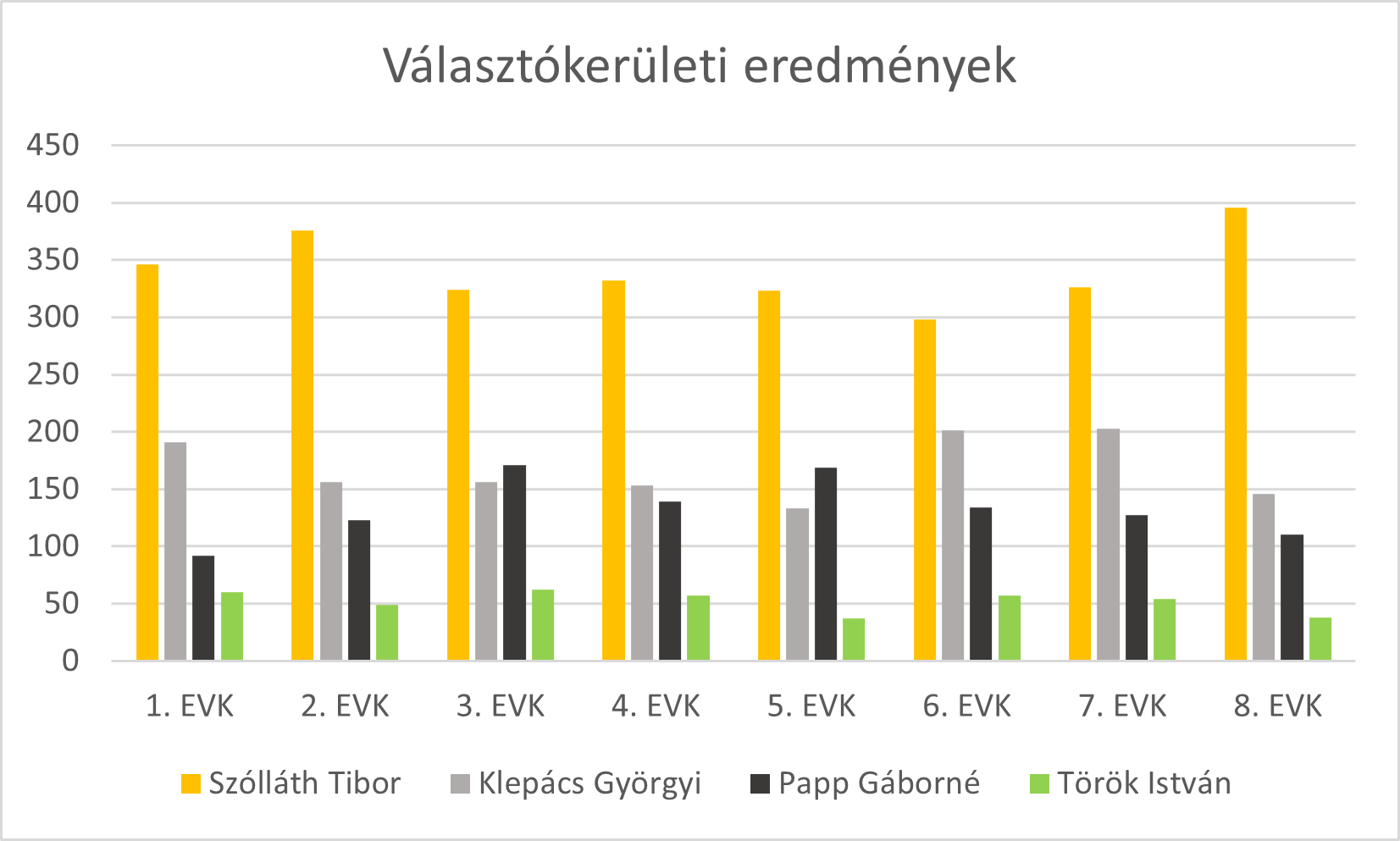
Választókerületekre lebontott eredmény

| Szervezet              | Szervezet   | Érvényes szavazat | Érvényes szavazat | Képviselő | Képviselő |
| ---------------------- | ----------- | ----------------- | ----------------- | --------- | --------- |
|                        | Fidesz-KDNP | 2350              | 42,83%            | 8         | 72,7%     |
|                        | Jobbik      | 1157              | 21,09%            | 1         | 9,1%      |
|                        | MSZP        | 822               | 14,98%            | 1         | 9,1%      |
|                        | HTFE        | 694               | 12,65%            | 1         | 9,1%      |
|                        | HESZE       | 393               | 7,16%             | 0         |           |
|                        | független   | 71                | 1,29%             | 0         |           |
| Összesen               | Összesen    | 5487              |                   | 11        |           |
| \| 1 \| 1 \| 1 \| 8 \| |             |                   |                   |           |           |
| 1                      | 1           | 1                 | 8                 |           |           |

### Polgármester-választás
| Szólláth Tibor | Szólláth Tibor  | Papp Gáborné    | Papp Gáborné |
|                |                 |                 |              |
|                | Klepács Györgyi | Klepács Györgyi | T. I.        |

| \| Polgármester-választás \| Polgármester-választás \| Polgármester-választás \| Polgármester-választás \| Polgármester-választás \| \| ---------------------- \| ---------------------- \| ---------------------- \| ---------------------- \| ---------------------- \| \| Jelöltek \| \| \| szavazat \| \| \| Szólláth Tibor \| Szólláth Tibor \| \| 2721 \| 2721 \| \| Klepács Györgyi \| Klepács Györgyi \| \| 1339 \| 1339 \| \| Papp Gáborné \| Papp Gáborné \| \| 1065 \| 1065 \| \| Török István \| Török István \| \| 414 \| 414 \| \| \| \| \| \| \| |                 |  |          |      |
| Polgármester-választás |                 |  |          |      |
| Jelöltek |                 |  | szavazat |      |
| Szólláth Tibor | Szólláth Tibor  |  | 2721     | 2721 |
| Klepács Györgyi | Klepács Györgyi |  | 1339     | 1339 |
| Papp Gáborné | Papp Gáborné    |  | 1065     | 1065 |
| Török István | Török István    |  | 414      | 414  |
| |                 |  |          |      |

| Polgármester-választás | Polgármester-választás | Polgármester-választás | Polgármester-választás | Polgármester-választás |
| ---------------------- | ---------------------- | ---------------------- | ---------------------- | ---------------------- |
| Jelöltek               |                        |                        | szavazat               |                        |
| Szólláth Tibor         | Szólláth Tibor         |                        | 2721                   | 2721                   |
| Klepács Györgyi        | Klepács Györgyi        |                        | 1339                   | 1339                   |
| Papp Gáborné           | Papp Gáborné           |                        | 1065                   | 1065                   |
| Török István           | Török István           |                        | 414                    | 414                    |
|                        |                        |                        |                        |                        |

## A megválasztott önkormányzat
|      |             |           |           |
| Párt | Párt        | Képviselő | Képviselő |
|      | Fidesz-KDNP | 8         | 72,7%     |
|      | MSZP        | 1         | 9,1%      |
|      | Jobbik      | 1         | 9,1%      |
|      | HTFE        | 1         | 9,1%      |

| Polgármester          | Polgármester | Polgármester | Polgármester | Polgármester | Polgármester | Polgármester | Polgármester | Polgármester | Polgármester | Polgármester | Polgármester |
| --------------------- | ------------ | ------------ | ------------ | ------------ | ------------ | ------------ | ------------ | ------------ | ------------ | ------------ | ------------ |
| Szólláth Tibor Zoltán |              | Fidesz-KDNP  | Fidesz-KDNP  | Fidesz-KDNP  | Fidesz-KDNP  | Fidesz-KDNP  | Fidesz-KDNP  | Fidesz-KDNP  | Fidesz-KDNP  | Fidesz-KDNP  | -            |
| Képviselő-testület    |              |              |              |              |              |              |              |              |              |              |              |
| Szervezet             | Képviselő    | Képviselő    | Képviselő    | Képviselő    | Képviselő    | Képviselő    | Képviselő    | Képviselő    | Képviselő    | Képviselő    | ± 2010 óta   |
| Fidesz-KDNP           |              |              |              |              |              |              |              |              | 8            | 72,7%        | –            |
| Jobbik                |              |              |              |              |              |              |              |              | 1            | 9,1%         | –            |
| MSZP                  |              |              |              |              |              |              |              |              | 1            | 9,1%         | –            |
| HTFE                  |              |              |              |              |              |              |              |              | 1            | 9,1%         | +1           |
| Összesen              |              |              |              |              |              |              |              |              | 11           |              |              |

| EVK         | 01                      | 02                | 03                      | 04                    |
| ----------- | ----------------------- | ----------------- | ----------------------- | --------------------- |
| Képviselő   | Kovács Zsolt            | Szabóné Marth Éva | Dr. Juhász Endre László | Ötvös János Attila    |
| Szervezet   |                         |                   |                         |                       |
| Fidesz–KDNP | Fidesz–KDNP             | Fidesz–KDNP       | Fidesz–KDNP             |                       |
|             |                         |                   |                         |                       |
| EVK         | 05                      | 06                | 07                      | 08                    |
| Képviselő   | Nagyné Juhász Krisztina | Buczkó József     | Tóth Imre               | Szólláth Tibor Zoltán |
| Szervezet   |                         |                   |                         |                       |
| Fidesz–KDNP | Fidesz–KDNP             | Fidesz–KDNP       | Fidesz–KDNP             |                       |

| Szervezet | Szervezet | Képviselő       |
| --------- | --------- | --------------- |
|           | Jobbik    | Papp Gáborné    |
|           | MSZP      | Bódi Judit      |
|           | HTFE      | Dr. Éles András |

## A választás után
A választáson ismét mind a 8 körzetben a Fidesz jelöltjei győztek, Szólláth Tibor a második polgármesteri ciklusát kezdhette meg a település élén. Oláh Miklós (MSZP) és Török István (HESZE) 16, Dombi György (független) és Tóth Imre (Jobbik) 8, dr. Kis Ágnes (Fidesz) pedig 4 év után távozott a testületből. 4 év szünet után tért vissza Bódi Judit (MSZP) és dr. Éles András (HTFE), és új képviselőként csatlakozott a testülethez Papp Gáborné (Jobbik), Nagyné Juhász Krisztina (Fidesz-KDNP) és Tóth Imre (Fidesz-KDNP). A testület 2014. október 22-én alakult meg, ahol egy főállású és egy társadalmi megbízatású alpolgármestert választottak meg: dr. Juhász Endrét és dr. Csiszár Imrét.

## Lásd még
- A Hajdúnánási Televízió riportja a választásról: https://www.youtube.com/watch?v=TqMzoGLlufY